# P-90

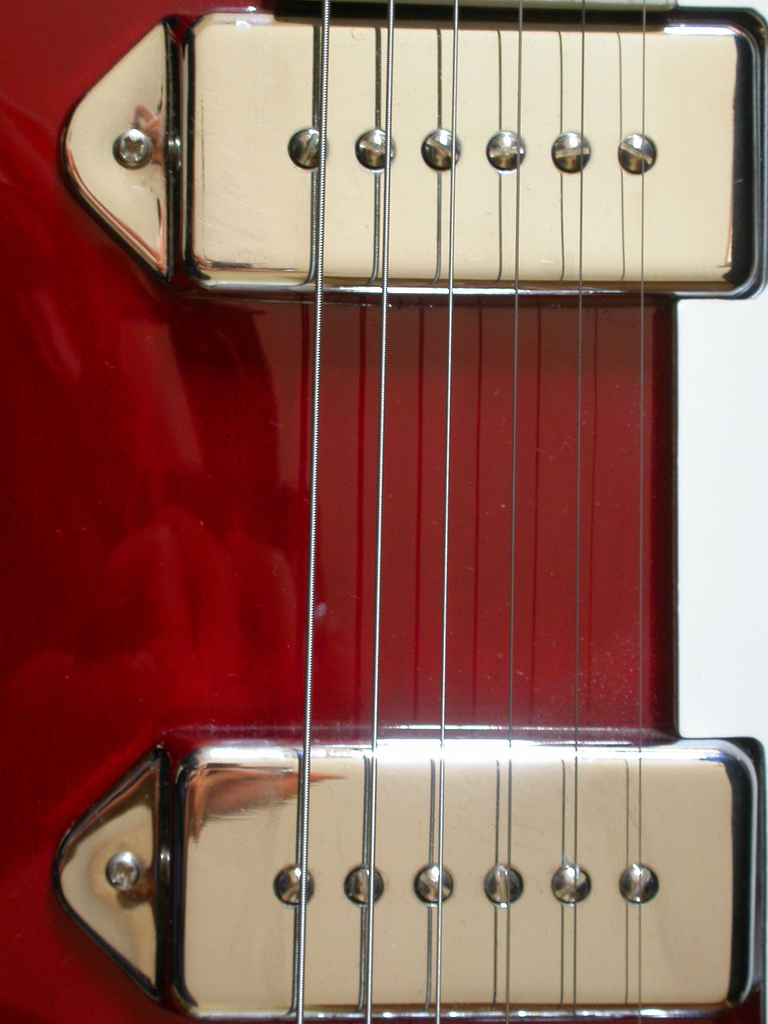
Zwei Dog-Ear-P-90 auf einer Epiphone Casino E-Gitarre

Der P-90 ist ein elektromagnetischer Tonabnehmer-Typ der Bauform Single Coil (Einzelspuler) für E-Gitarren. P-90-Tonabnehmer (ursprüngliche Bezeichnung PU-90) werden seit 1946 vom US-amerikanischen Musikinstrumentenhersteller Gibson hergestellt, wobei es inzwischen auch etliche Nachbauten anderer  Hersteller gibt.
Da P-90-Tonabnehmer ein größeres Gehäuse besitzen als andere Single-Coil-Typen (wie zum Beispiel die des Herstellers Fender) und weil sie einen etwas voluminöseren Klang als diese erzeugen, werden sie manchmal fälschlicherweise als Humbucker (ein doppelspuliger Tonabnehmertyp) bezeichnet.

## Geschichte
Der P-90 wurde von Gibson das erste Mal 1946 (nach der Wiederaufnahme der Produktion nach dem Zweiten Weltkrieg) in eine E-Gitarre eingebaut. Die erste damit ausgestattete Gitarre war das bereits 1936 erstmals vorgestellte Modell Gibson ES-150. Der P-90 wurde als Nachfolger für den zuvor in der ES-150 verwendeten „Charlie-Christian-Tonabnehmer“ eingebaut. Die größere Verbreitung des P-90-Pickups war nur von kurzer Dauer, da er in den späten 1950er-Jahren weitgehend von einem doppelspuligen, nebengeräuschfreien Humbucker-Modell (auch "PAF" genannt: Patent Applied For) abgelöst wurde. Der P-90 wurde nur noch bei Modellen wie der Gibson ES-330, bei den Gibson-Les-Paul-Modellen Junior, TV und Special, sowie in den Gibson-SG-Modellen Junior und Special eingebaut. In den 1970er-Jahren wurde der P-90 bei Gitarren aus Gibsons unterem Preissegment weitgehend von Single Coils, von Mini-Humbuckern und von „ungedeckelten“ (open-coil)-Humbuckern (also Tonabnehmer ohne Gehäusekappen) abgelöst. In späteren Jahren wurden Neuauflagen einiger Modelle eingeführt, die wieder mit P-90-Tonabnehmern ausgestattet sind. Heute verwendet Gibson den P-90 nur noch auf wenigen Les-Paul- und SG-Ausgaben und bei speziellen Signature-Modellen, jedoch findet sich der Tonabnehmer-Typ auch auf E-Gitarren einiger anderer Firmen und Marken, darunter Epiphone (eine Gibson-Tochterfirma) und Yamaha, sowie auf manchen Archtop-Gitarren kleinerer Hersteller.

## Konstruktionsform

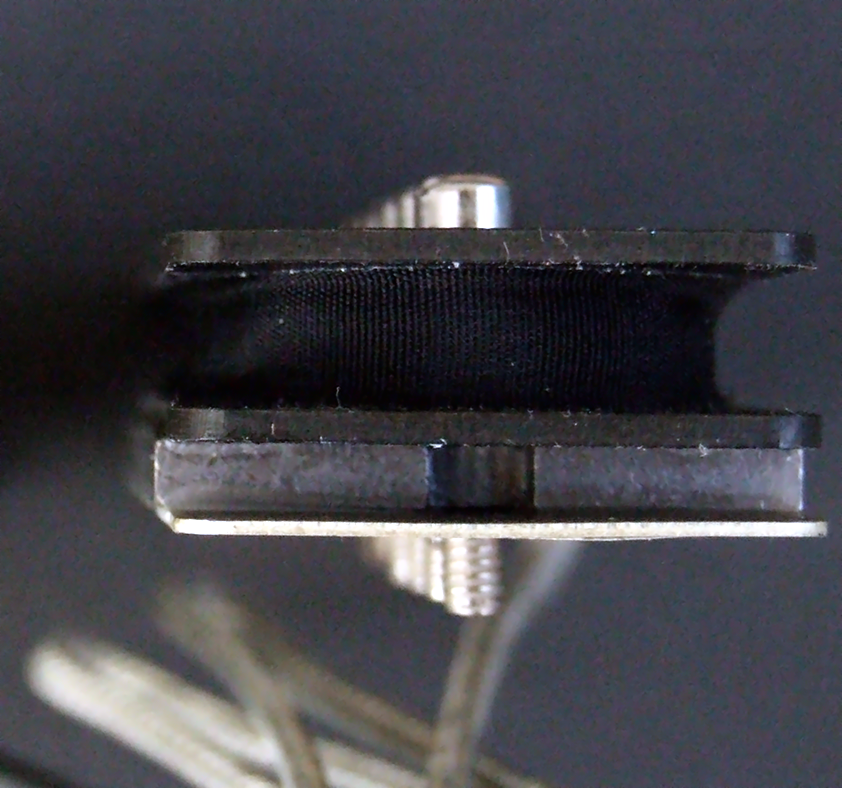
Seitenansicht eines P-90 ohne Kappe

Den Kern von P-90-Tonabnehmern bilden ein bis zwei Dauermagnete in Barrenform, wobei lediglich die ältesten P-90 mit nur einem Magneten bestückt sind. Die Magnete bestehen aus unterschiedlichen Legierungen aus Aluminium, Nickel, Kobalt und Eisen (AlNiCo); eine Zeitlang wurden von manchen Herstellern stattdessen auch Keramikmagnete verwendet. Die Magnete tragen sechs stabförmige Polköpfe, die mit einer Spule aus sehr dünnem, lackiertem Kupferdraht umwickelt sind. Die Drahtstärke liegt zwischen 0,056 und 0,062 mm, die Spule eines klassischen P-90-Tonabnehmers hat etwa 10.000 Windungen. Bei der Herstellung der Spulen wird der Draht entweder maschinell oder von Hand geführt; die Führung des Drahtes von Hand soll dem Tonabnehmer durch geringe Unregelmäßigkeiten in den Wicklungen einen besonders dynamischen Klang verleihen. Die Konstruktion aus Magneten, Polköpfen und Spulen wird auf einer Metallplatte befestigt und mit einem Gehäuse aus Kunststoff verschraubt. Zur Vermeidung von Mikrofonie wird die Wicklung durch Tränken in Paraffin fixiert.

## Gehäusetypen

### Soap Bar

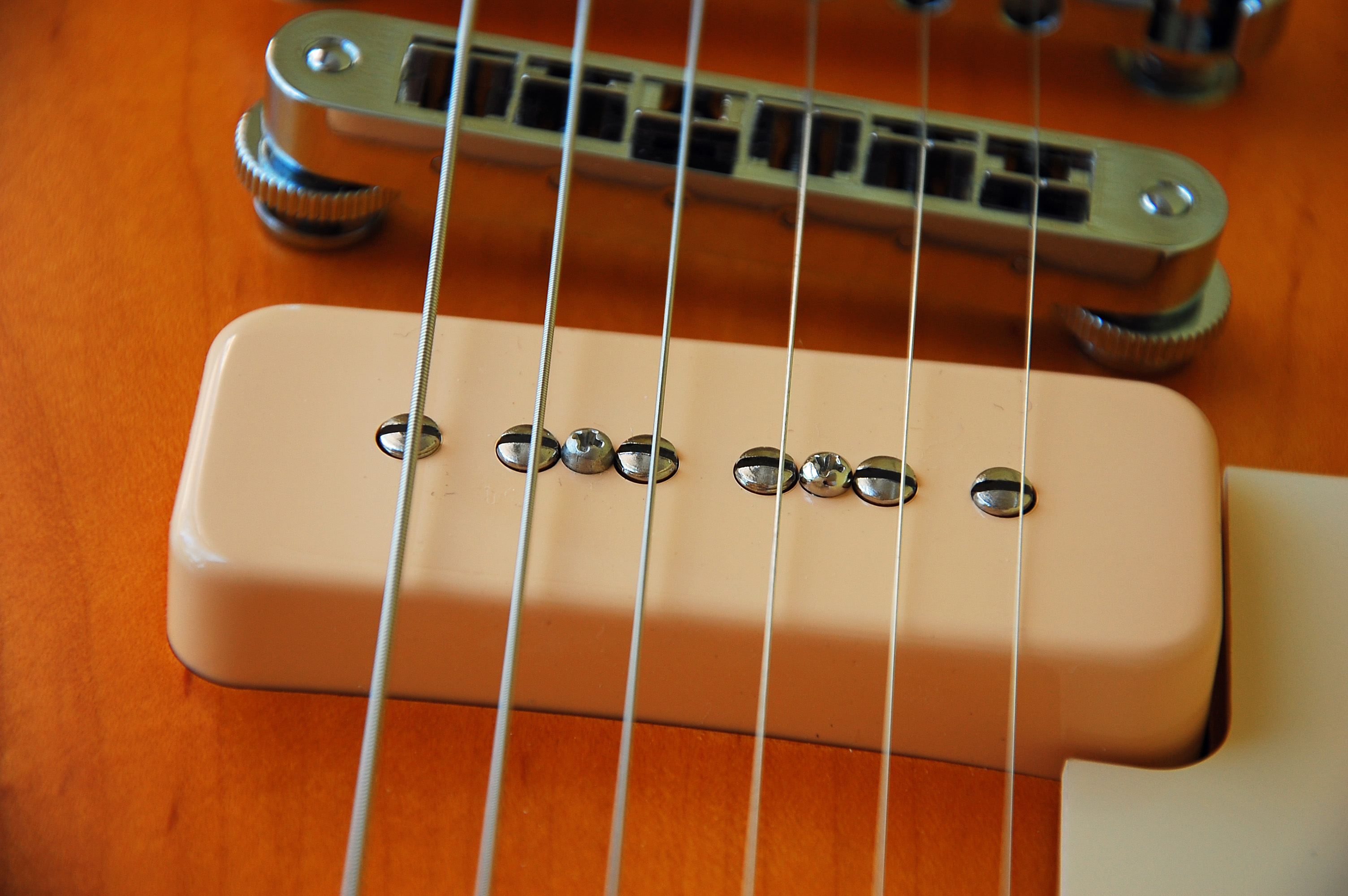
Ein P-90 in Soap-Bar-Ausführung auf einer Les-Paul-E-Gitarre

Bei diesem Tonabnehmer ohne herausstehende Teile sind die Gehäuse wie alle P-90-Gehäuse aus Kunststoff, rechteckig und tragen sechs höhenverstellbare Polköpfe. Zwischen dem 2. und 3. sowie dem 4. und 5. Polkopf sind zwei Schraublöcher ins Gehäuse eingelassen, um den Tonabnehmer auf der Gitarre befestigen zu können. Die Bezeichnung „Soap Bar“ (deutsch: „Seifenstück“) kommt daher, dass die ersten P-90 auf einer Gibson Les Paul 1952 weiß beziehungsweise cremefarben waren und so die Assoziation mit einem Stück Seife weckten. Eine spezielle Form des „Soap-Bar“-P-90 hat zwar das Soap-Bar-Gehäuse, aber das Gestell oder die Grundplatte des „Dog Ear“ (siehe unten).

### Dog Ear

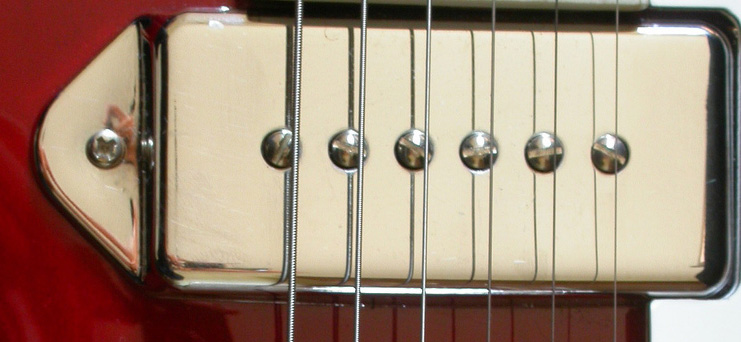
Dog Ear

Dog Ear (deutsch: „Hundeohr“) ist ein rechteckiges Gehäuse mit zwei namensgebenden, dreieckig geformten Erweiterungen links und rechts, die jeweils eine Schraube zur Befestigung des Tonabnehmers auf der Instrumentendecke tragen. Diese Art wird vorwiegend in E-Gitarren-Modelle mit Hohlkorpus wie der Gibson ES-330 eingebaut, aber auch in Solidbody-Gitarren wie der Gibson Les Paul Junior. Dieselben Pickups werden auch auf Gitarren der Marke Epiphone eingebaut, dies jedoch erst seitdem Gibson 1957 die Firma Epiphone aufgekauft hatte. Auf den Gitarren dieser Marke sieht man P-90-Tonabnehmer vor allem auf dem Modell Epiphone Casino (eine Kopie von Gibsons Modell ES-330).

### Humbucker-Gehäuse – P-94

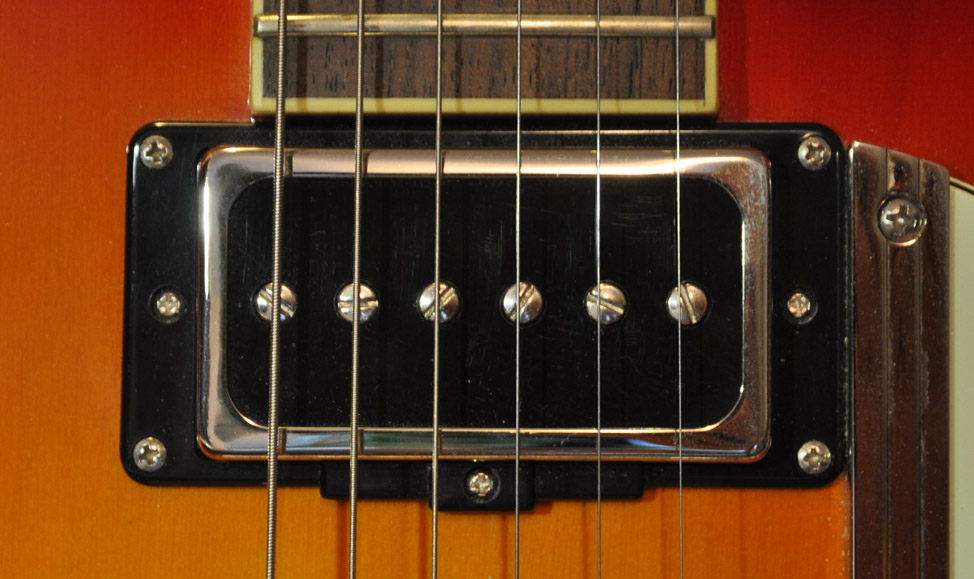
Duesenberg Domino (ein P-90-Tonabnehmer in einem Gehäuse im größeren Humbucker-Format)

Mitte der 1990er-Jahre führte Gibson den P-90 in einem Humbucker-Gehäuse unter der Bezeichnung P-94 ein, und zwar als P-94R für die Halsposition und als P-94T für die Brückenposition. Das Modell wurde vom damaligen Produktmanager Gibsons, dem Deutschen Wolfgang Damm entwickelt und an Gibson USA lizenziert. Aufgrund des großen Gehäuses war es prinzipiell vorher schon möglich, Instrumente, die mit P-90 Single Coils bestückt sind, ohne Fräsarbeiten auf Humbucker Tonabnehmer umzustellen, was aber mit dem P-94 nun auch ohne maßgebliche optische Veränderungen ermöglicht wurde. Ebenso lässt sich diese Modifikation genauso leicht wieder ohne Aufwand rückgängig machen.
Dieter Gölsdorf, der Gründer von Rockinger Guitars und Erfinder der Gitarren-Marke Duesenberg, hatte zunächst alte P-90 Pickups analysiert und nachgebaut und bereits 1980 auch eine Version im Humbucker Format angeboten. Noch heute ist der Domino bei Duesenberg im Programm.

## Klang
Der Klang von P-90-Tonabnehmern ist etwas höhenreicher als der eines Humbuckers und gleichzeitig voller und „wärmer“ als der von Single Coils des Fender-Typs. 